# Slowdive
A Slowdive brit dream pop/ambient/shoegaze együttes 1989-ben alakult meg Readingben. 1995-ben feloszlottak, de 2014 óta a zenekar újból működik.

## Tagjai
- Neil Halstead – ének, gitár, billentyűk
- Rachel Goswell – ének, gitár, billentyűk
- Nick Chaplin – basszusgitár
- Christian Savill – gitár
- Simon Scott – dobok

## Diszkográfia
- Just for a Day (1991)
- Souvlaki (1993)
- Pygmalion (1995)
- Slowdive (2017)
- everything is alive (2023)